# Biografielijst Ac

## Aca
- Joseph Acaba (1967), Amerikaans astronaut
- Acamapichtli (?-1395), Azteeks heerser
- José Acasuso (1982), Argentijns tennisser

## Acc
- Paul Accola (1967), Zwitsers alpineskiër
- Clark Accord (1961-2011), Surinaams schrijver en publicist
- Vito Acconci (1940-2017), Amerikaans kunstenaar en landschapsarchitect

## Acd
- Thomas Acda (1967), Nederlands acteur en zanger

## Ace
- Angelo Acerbi (1925), Italiaans aartsbisschop
- Javier Acevedo (1998), Canadees zwemmer
- Kirk Acevedo (1971), Amerikaans acteur

## Ach

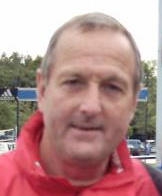
Eddy Achterberg

- Achaemenes (7e eeuw v.Chr.), voorvader van het Perzische koningshuis
- Franz Carl Achard (1753-1821), Duits-Pruisisch wetenschapper en bioloog
- Jean Achard (1918-1951), Frans autocoureur
- Pedro "Jun" B. Acharon jr. (1958), Filipijns politicus
- Amrita Acharya (1978), Nepalees / Brits / Noors actrice
- Pedro Acharon jr. (1958), Filipijns politicus
- Daniel Acharuparambil (1939), Indiaas aartsbisschop
- Shailaja Acharya (1944-2009), Nepalees politica
- Frank Acheampong (1993), Ghanees voetballer
- Igram van Achelen (1528 of 1534-1604), Nederlands rechtsgeleerde
- Andreas Achenbach (1815-1910), Duits kunstschilder
- Oswald Achenbach (1827-1905), Duits landschapsschilder
- Precious Achiuwa (1999), Nigeriaans basketballer
- Anna Achmanova (1967), Nederlands celbioloog
- Anna Achmatova (1889-1966), Russisch dichteres
- Jelena Achmilovskaja (1957), Amerikaans-Russisch schaakster
- Hermann Achmüller (1971), Italiaans atleet
- Achnaton (1352-1338 v.Chr.), farao van Egypte
- Joseph Achten, (1885 - datum van overlijden onbekend), Belgisch wielrenner
- Chantal Achterberg (1985), Nederlands roeister
- Eddy Achterberg (1947), Nederlands voetballer
- Gerrit Achterberg (1905-1962), Nederlands dichter
- Elene Achvlediani (1898-1975), Georgisch kunstschilderes, illustrator en theatervormgever

## Ack
- Alex Acker (1983), Amerikaans basketbalspeler
- Amy Louise Acker (1976), Amerikaans actrice
- Charles Van Acker (1912-1998), Belgisch-Amerikaans autocoureur
- Ernest Acker (1852-1912), Belgisch architect
- Jean Acker (1893-1978), Amerikaans actrice, geboren Harriet Acker
- Gozewinus Acker Stratingh (1804-1876), Nederlands medicus en historicus
- Jozef Ackerman (1928-2018), Belgisch politicus
- Remi Ackerman (1889-1956), Belgisch politicus
- Anton Ackermann (1905-1973), Oost-Duits politicus, geboren Eugen Hanisch
- Johann Adam Ackermann (1780-1853), Duits landschapsschilder
- Lea Ackermann (1937-2023), Duits ordezuster
- Max Ackermann (1887-1975), Duits kunstschilder en lithograaf
- Ronny Ackermann (1977), Duits skiër
- Rosemarie Ackermann (1952), Duits atlete
- Stephan Ackermann (1963), Duits bisschop
- Walter Ackermann (1890-1969), Zwitsers politicus en bestuurder
- Wilhelm Ackermann (1896-1962), Duits wiskundige
- Marjan Ackermans-Thomas(1942), Nederlands atlete
- Stephen Ackles (1966-2023), Noors zanger, pianist, songwriter en acteur

## Aco
- Adolovni Acosta (1946), Filipijns pianiste
- Pedro Acosta (2004), Spaans motorcoureur
- Uriel Acosta (1585-1640), Portugees filosoof
- Mario Arturo Acosta Chaparro Escápite (1942-2012), Mexicaans militair en veiligheidsagent
- Lucien Acou (1921), Belgisch wielrenner

## Act
- Brigitte Acton (1985), Canadees alpineskiester
- Georgine Acton (1944), Eerste zwarte vrouwelijke Commissaris van Politie in Nederland
- Loren Acton (1936), Amerikaans ruimtevaarder

## Acu
- Amy Acuff (1975), Amerikaans atlete
- Julián Acuña Galé (1900-1973), Cubaans botanicus
- Gastón Acurio (1967), Peruviaans kok en eigenaar internationale restaurantketens